# S. S. D. NovaRomentin
La Società Sportiva Dilettantistica NovaRomentin es un club de fútbol italiano situado en la ciudad de Romentino, en Piamonte. Fue fundado en 2017. Compite en la Serie D, cuarta categoría del fútbol italiano.

## Historia
El origen del club se remonta a mayo de 2017, cuando, con la denominación inicial de Romentinese & Cerano, se formalizó la fusión de dos entidades deportivas de la provincia de Novara: el Calcio Cerano, activo desde 2001, y la Romentinese, fundada en 1946. En julio de 2020, la sociedad puso fin a su vínculo con el municipio de Cerano y alcanzó un acuerdo con el Ayuntamiento de Galliate para disputar sus partidos en el estadio "Achille Varzi". Como consecuencia de este cambio, adoptó la denominación RG Ticino, en alusión al río homónimo que atraviesa la región.
El 27 de junio de 2021, tras imponerse en la final de los play-offs de Eccellenza, el equipo logró el ascenso a la Serie D.  Su permanencia en la cuarta categoría fue breve, ya que en 2022, pese a sumar 44 puntos en la fase regular, descendió en los play-out. Sin embargo, en la campaña siguiente conquistó el título de Eccellenza, asegurando así un rápido regreso a la división superior.
En el verano de 2024, con la llegada de nuevos socios y el lanzamiento de un plan de relanzamiento institucional, la entidad adoptó su actual denominación y presentó un logotipo renovado. El 18 de mayo de 2025, NovaRomentin se adjudicó la final de los play-offs del grupo A de la Serie D al derrotar al Vado.

## Estadio
El NovaRomentin disputa sus encuentros de local en el Stadio Comunale Beretta e Muttini de Romentino, con capacidad para 1.500 espectadores.

## Palmarés

### Torneos regionales
- Eccellenza Piemonte-Valle d'Aosta (1): 2022-23 (Grupo A)